# Cafú (calciatore 1993)
Carlos Miguel Ribeiro Dias, noto semplicemente come Cafú (Guimarães, 26 febbraio 1993), è un calciatore portoghese, centrocampista del Kasımpaşa.

## Caratteristiche tecniche
È un centrocampista centrale.

## Carriera

### Club
È cresciuto nelle giovanili di Vitória Guimarães e Benfica.
Il 16 agosto 2014 debutta nella serie A portoghese nel match vinto 3-1 del Vitória Guimarães contro il Gil Vicente.
Nell'estate del 2017 firma per il Metz. Nel febbraio del 2018, dopo un alterco con l'allenatore Frédéric Hantz, Cafú viene ceduto in prestito per 18 mesi con diritto di riscatto ai polacchi del Legia Varsavia. Terminato il prestito fa ritorno in Grecia.
Inizia la stagione 2020-2021 tra le file dell'Olympiacos prima di trasferirsi in prestito al Nottingham Forest nell'ultimo giorno del mercato estivo; il 2 febbraio 2021, al termine della sessione invernale di calciomercato, viene riscattato a titolo definitivo dalla società inglese. Il 2 giugno 2023 viene annunciato che il suo contratto non sarebbe stato rinnovato da parte dei Reds, rimanendo svincolato al termine della stagione.
L'8 luglio 2023 firma un contratto di una stagione con il Rotherham Utd.

### Nazionale
Ha giocato nelle nazionali giovanili portoghesi Under-16, Under-17, Under-18, Under-19 ed Under-20.

## Statistiche

### Presenze e reti nei club
Statistiche aggiornate al 3 giugno 2017.
| Stagione                 | Squadra                  | Campionato               | Campionato | Campionato | Coppe nazionali | Coppe nazionali | Coppe nazionali | Coppe continentali | Coppe continentali | Coppe continentali | Altre coppe | Altre coppe | Altre coppe | Totale | Totale |
| Stagione                 | Squadra                  | Comp                     | Pres       | Reti       | Comp            | Pres            | Reti            | Comp               | Pres               | Reti               | Comp        | Pres        | Reti        | Pres   | Reti   |
| ------------------------ | ------------------------ | ------------------------ | ---------- | ---------- | --------------- | --------------- | --------------- | ------------------ | ------------------ | ------------------ | ----------- | ----------- | ----------- | ------ | ------ |
| 2014-2015                | Vitória Guimarães        | PL                       | 29         | 0          | TP+TL           | 0+2             | 0               |                    | -                  | -                  |             | -           | -           | 31     | 0      |
| 2015-2016                | Vitória Guimarães        | PL                       | 32         | 3          | TP+TL           | 0+1             | 0               | UEL                | 2                  | 0                  |             | -           | -           | 35     | 3      |
| Totale Vitoria Guimaraes | Totale Vitoria Guimaraes | Totale Vitoria Guimaraes | 61         | 3          |                 | 3               | 0               |                    | 2                  | 0                  |             | -           | -           | 66     | 3      |
| 2016-2017                | Lorient                  | L1                       | 18         | 0          | CdF+CdL         | 2+1             | 2+0             |                    | -                  | -                  |             | -           | -           | 21     | 2      |
| Totale carriera          | Totale carriera          | Totale carriera          | 79         | 3          |                 | 6               | 2               |                    | 2                  | 0                  |             | -           | -           | 87     | 5      |

## Palmarès

### Club

#### Competizioni nazionali
- Coppa di Polonia: 1

Legia Varsavia: 2017-2018
- Campionato polacco: 1

Legia Varsavia: 2017-2018
- Campionato greco: 1

Olympiakos: 2019-2020
- Coppa di Grecia: 1

Olympiakos: 2019-2020